# Joep van Els
Joep van Els (Apeldoorn, 22 juli 1990) is een voormalig Nederlands honkballer en momenteel honkbalcoach.
Van Els, een rechtshandige achtervanger, speelde in zijn jeugd sinds zijn zesde jaar voor Robur '58 in Apeldoorn. Hij kwam twee jaar voor het eerste herenteam uit aldaar. In 2007 speelde hij een jaar in het honkbalteam van de Foothill High School in Santa Ana. Van 2008 tot 2011 kwam hij uit in de Nederlandse hoofdklasse bij de vereniging HCAW in Bussum. De eerste seizoenen als invaller vanuit het tweede team. Zijn debuut maakte hij op 28 augustus 2008 in de wedstrijd tegen Sparta/Feyenoord. Op 30 augustus sloeg hij zijn eerste honkslag en in totaal speelde hij acht wedstrijden in 2008 als catcher en slagman. In 2009 speelde hij in totaal veertien wedstrijden. In 2010 kwam hij in totaal 28 wedstrijden uit als catcher en sloeg vijftien honkslagen met een sleggemiddelde van .185. In 2011 kwam hij door een chronische armblessure slechts twee wedstrijden in actie en deze blessure zou het einde van zijn topsportloopbaan betekenen.
Van Els is al jaren instructeur bij de regionale honkbalschool die HCAW in de winter organiseert en is sinds het seizoen 2012 pitchingcoach voor de hoofdmacht van HCAW
Van Els volgde de opleiding Physical Education Teaching and Coaching aan de Hogeschool Windesheim.